# Maybole Castle

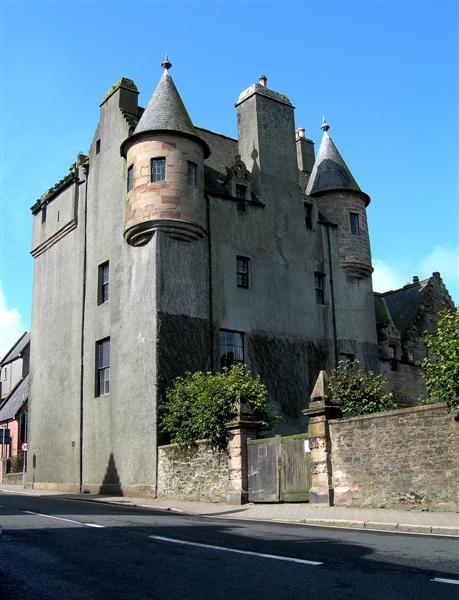
Maybole Castle

Maybole Castle ist ein Herrenhaus in der schottischen Ortschaft Maybole in der Council Area South Ayrshire. 1971 wurde das Bauwerk in die schottischen Denkmallisten in der höchsten Denkmalkategorie A aufgenommen.

## Geschichte
Das Herrenhaus entstand als Stadtsitz der Earls of Cassillis. Es wurde wahrscheinlich im frühen des 17. Jahrhunderts, möglicherweise unter John Kennedy, 6. Earl of Cassilis erbaut, könnte jedoch auch weniger Jahrzehnte älter sein. Maybole Castle wurde innerhalb der Familie vererbt und steht damit den heutigen Marquess of Ailsa zur Verfügung. Im 19. Jahrhundert wurde das Herrenhaus erweitert. Die Ländereien von Cassillis und Culzean Castle werden von dort aus verwaltet. 2009 wurde Maybole Castle in das Register gefährdeter denkmalgeschützter Bauwerke in Schottland aufgenommen. Sein Zustand wurde zuletzt 2012 als gut eingestuft. In diesem Jahr stellten die Denkmalschutzbehörden rund 110.000 £ zur Restaurierung bereit.

## Beschreibung
Maybole Castle liegt an der High Street (A77) im Zentrum von Maybole. Es handelt sich um ein typisches leichtbewehrtes Herrenhaus seiner Zeit. Das vierstöckige Gebäude weist einen L-förmigen Grundriss auf. Die Nordwest- und Nordostkanten sind mit auskragenden Scharwachttürmen mit Kegeldächern gestaltet. An den Süd- und Westfassaden gehen zweistöckige Flügel ab, die vor 1856 entstanden. Sie sind mit Satteldächern und Stufengiebeln gearbeitet. Die Fassaden sind teilweise mit Harl verputzt. Das Gebäude schließt mit schiefergedeckten Dächern.